# Stoúpa (Messénie)
Stoúpa (grec moderne : Στούπα) est une localité située dans le dème du Magne-Occidental, dans le district régional de Messénie, dans la périphérie du Péloponnèse, en Grèce.
Selon le recensement de 2021, elle compte 638 habitants.